# 李先立
李先立，字卓庵，號筆峰，贵州遵義人，清政治人物、進士出身。

## 生平
康熙三十三年（1695年）甲戌科進士，三甲八十八名，后官吏部主事。著有《北山詩文集》。